# Ruw vergeet-mij-nietje
Het ruw vergeet-mij-nietje (Myosotis ramosissima) is een kruidachtige, tot 15 cm hoge plant uit de ruwbladigenfamilie (Boraginaceae).
De bloemen zijn blauw met een gele keel en hebben een doorsnee van slechts 2-3 mm. De bloemkroon steekt niet of nauwelijks buiten de kelk uit. De bloemsteeltjes maken een hoek van minstens 45° met de stengel. De kelk is dik behaard met afstaande, ten dele haakvormig gekromde haren. De bloeitijd is van april tot juni.
Deze soort komt voor op droge, open, zonnige, voedselarme plaatsen in duinen, rivierdijken en wegbermen. Ze is kalkminnend. Myosotis ramosissima komt in Europa voor vanaf het Middellandse Zeegebied tot in Scandinavië. Van west naar oost komt ze voor van de Canarische Eilanden, Noord-Afrika, Klein-Azië tot in de Oeral.

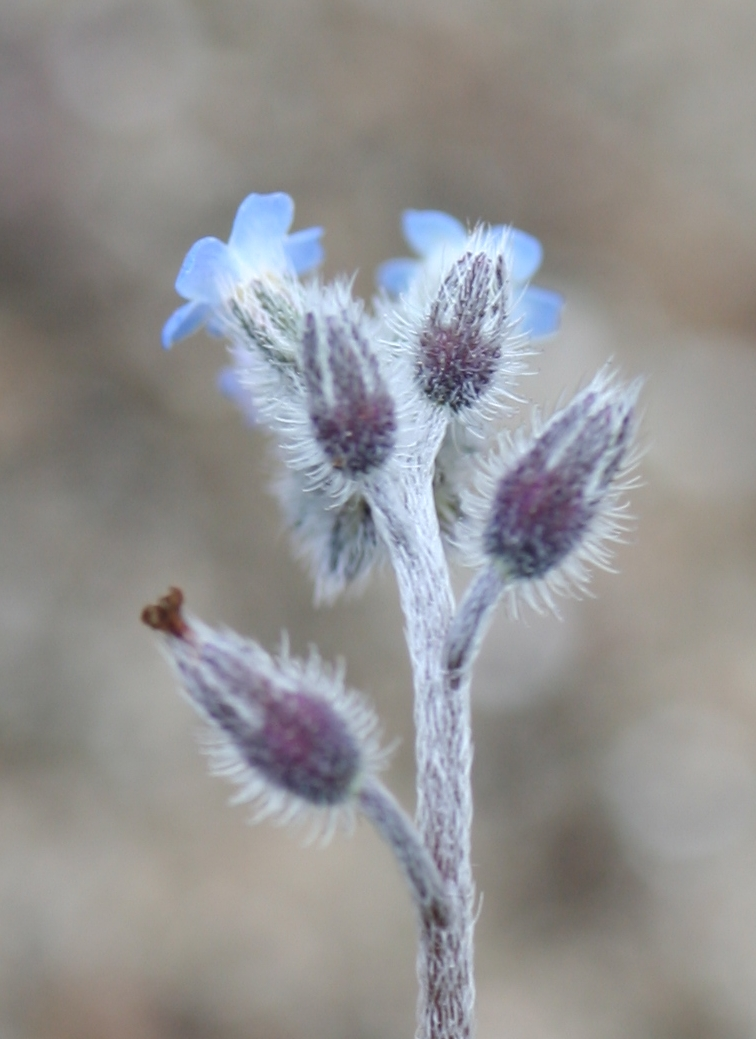
kelk
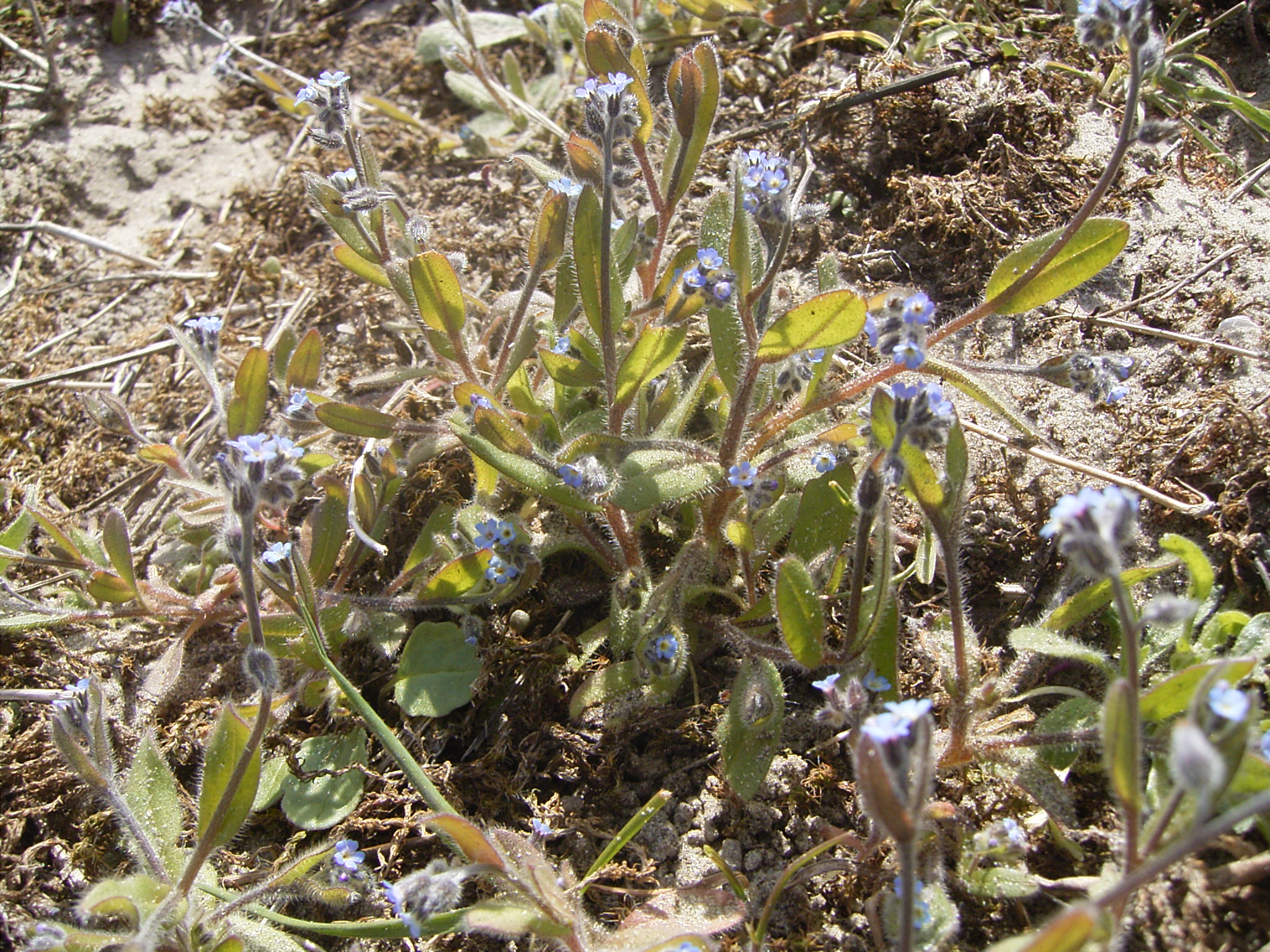
overzicht van de plant

## Plantengemeenschap
Ruw vergeet-mij-nietje is een kensoort voor Cladonio-Koelerietalia, een orde van plantengemeenschappen van droge graslanden op kalkrijke zeeduinen.